# Cyprien Tokoudagba
Cyprien Tokoudagba, né à Abomey (Bénin) en 1939 et mort le 5 mai 2012, est un peintre, modeleur et sculpteur béninois reconnu internationalement, qui a vécu et travaillé à Abomey.

## Biographie

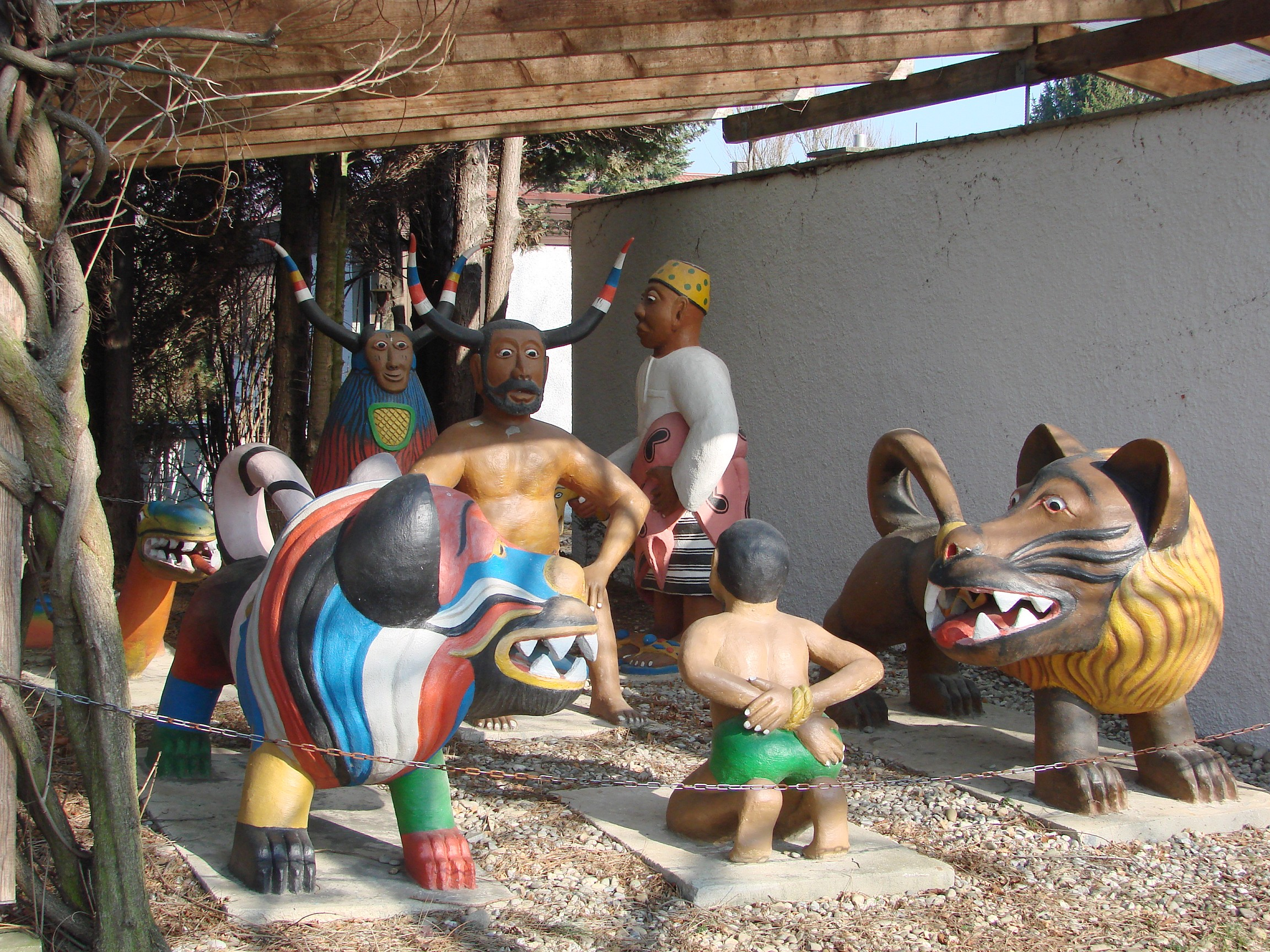
Représentation d'un cour royale.

Cyprien Tokoudagba a participé en 1989 à l'exposition Magiciens de la terre à Paris, présentée simultanément au Centre Georges Pompidou et à la Grande Halle de la Villette. Son art est inspiré par la représentation des symboles religieux du vaudou qu'il a utilisés pour la décoration de nombreux temples et édifices vaudous (sculptures et peintures murales), mais son originalité et son succès sont liés au fait qu'il a sorti cet art des espaces religieux pour l'amener aux espaces d'exposition. Il est l'un des artistes africains les plus en vue. Tokoudagba prend part à la Biennale Bénin et ses bas-reliefs sont toujours visibles dans les villages autour d'Abomey.